# Netsilik

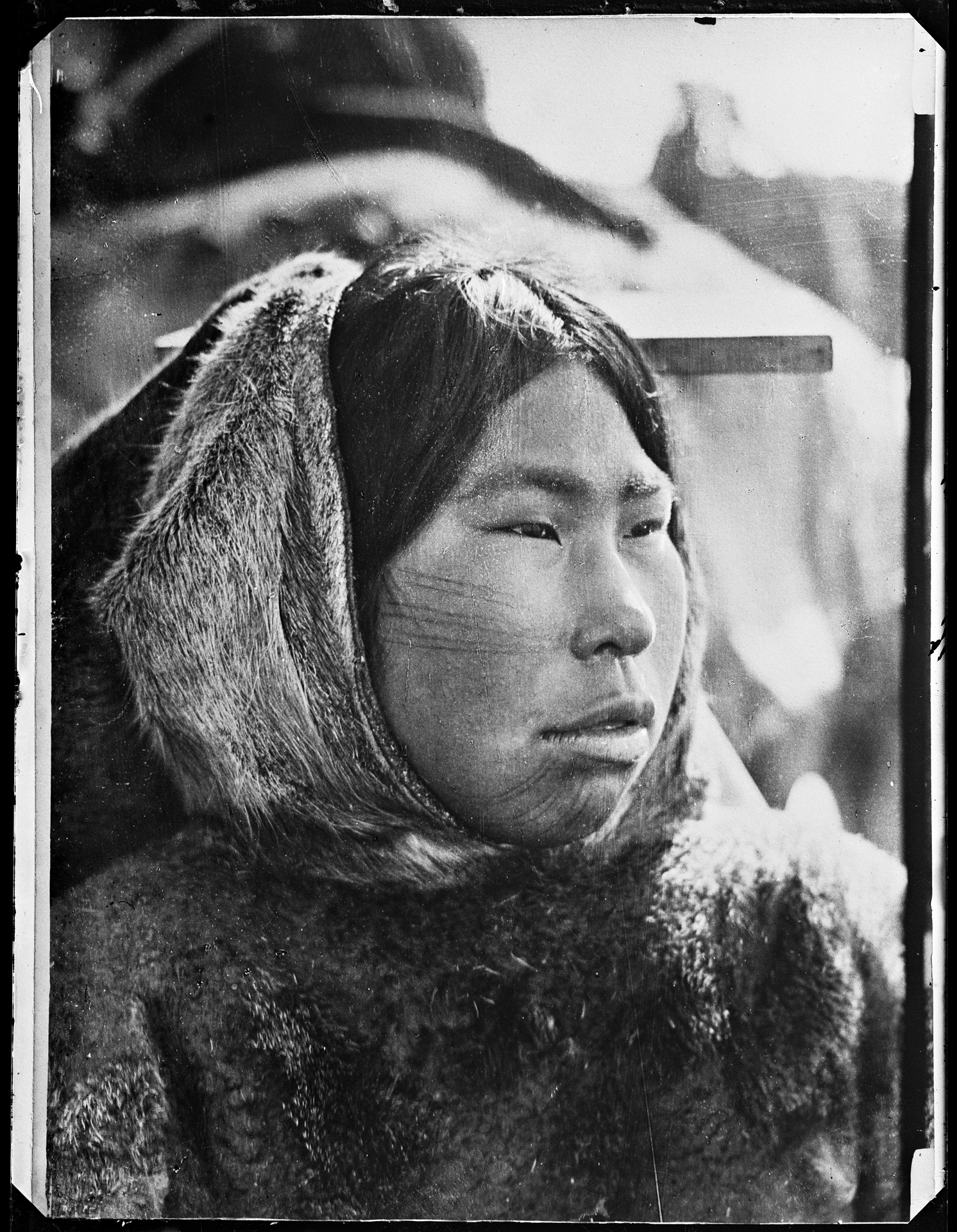
Muller netsilik em 1903-05

Netsilik (Inuítes Netsilik, ou Netsilikmiut) é um povo indígena do centro norte do Canadá. Sua tecnologia de subsistência tradicional inclui caiaques, tendas de pele de foca à prova d'água e fáceis de transportar, iglus, trenós, domesticação de cães, roupas de foca e [[caribu, vários tipos de arpões, lanças. facas, arco e flecha, pesca e captura de focas por buracos no gelo e vários métodos de caça da caribu.